# Loango nationalpark
Loango nationalpark (franska: Parc national de Loango) är en nationalpark i västra Gabon. Den skyddar olika kustmiljöer, inklusive en del av den 220 kvadratkilometer stora Iguélalagunen – det enda betydande exemplet på ett typiskt västafrikanskt lagunsystem som är skyddat genom en nationalpark.
Loango nationalpark ligger mellan Nkomilagunen och Ndogolagunen och sträcker sig över 1 550 km² savann, strand, skog och mangroveskog. Naturforskaren Mike Fay kallade Loango "Afrikas sista Eden", och det var här Michael "Nick" Nichols från National Geographic tog sina bilder på surfande flodhästar. Båda männen kallar Loango "land för surfande flodhästar". Loango nationalpark erbjuder möjlighet att observera elefanter, bufflar, flodhästar, gorillor och leoparder som beger sig ut på stränderna.
Efter Sydafrika finns världens största koncentration och variation av bardvalar och delfiner precis utanför Loangokusten. Området har över 100 kilometer obebodd kuststräcka med knölvalar och späckhuggare.
Internationella naturvårdsunionen (IUCN) har klassat Loango nationalpark som ett faunareservat och skyddat område för bevarande.

## Historia
De första faunareservaten i Loango-området grundades 1956. Parken etablerades sedan 2002, tillsammans med 13 andra som tillsammans utgör cirka 10 procent av Gabons hela landmassa.

## Bilder

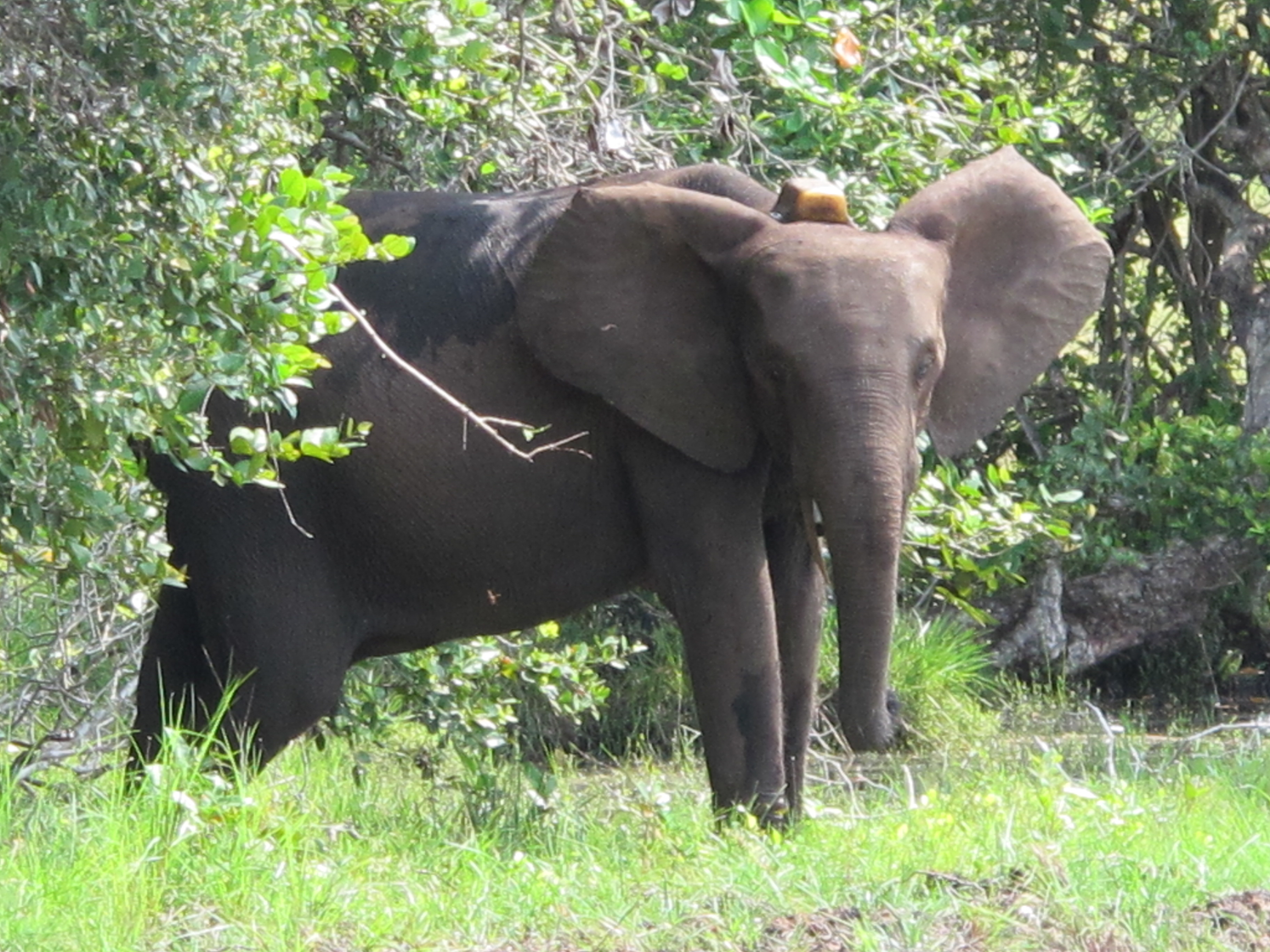
Elefant med GPS-krage.
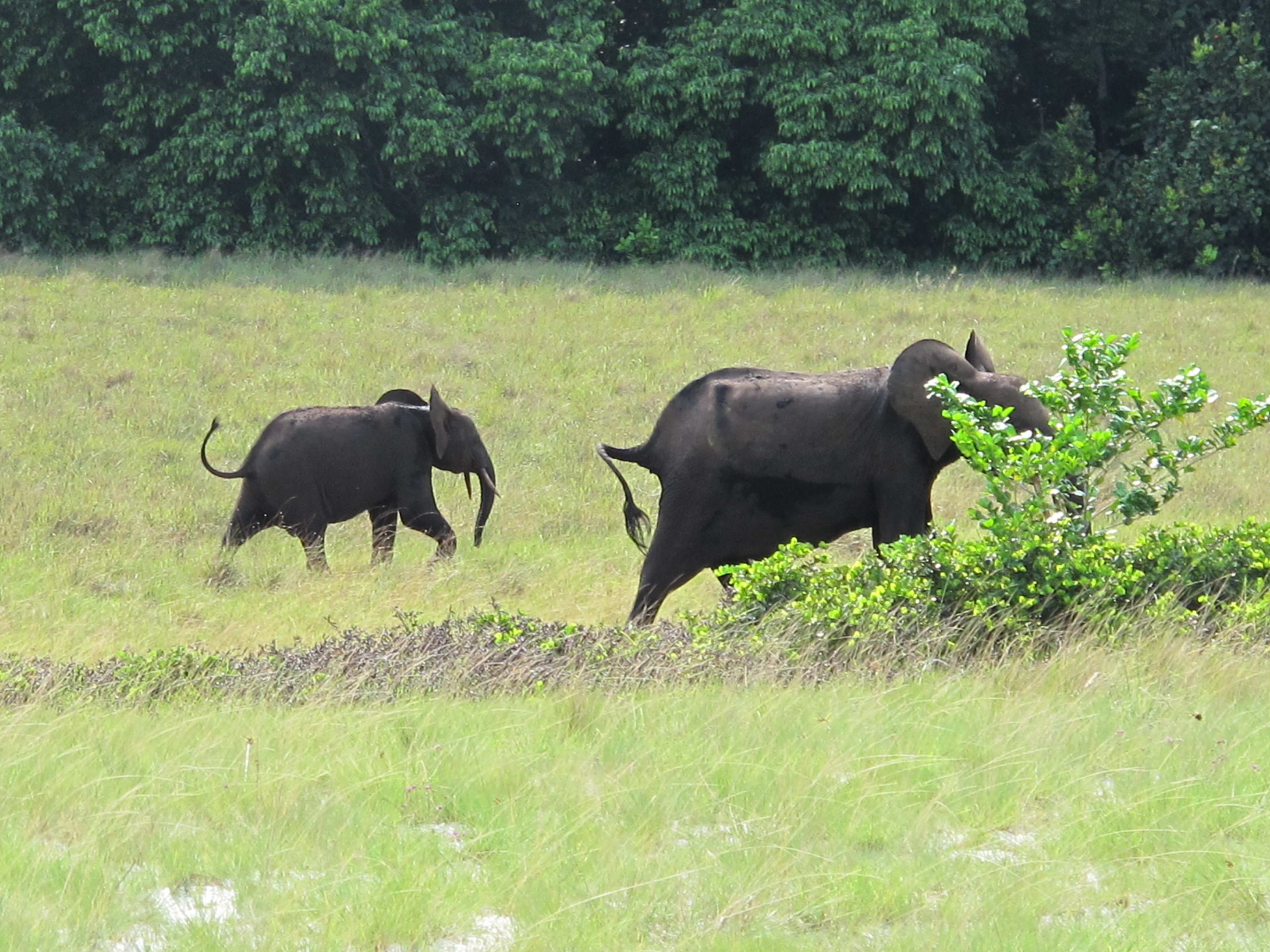
Elefant med avkomma.
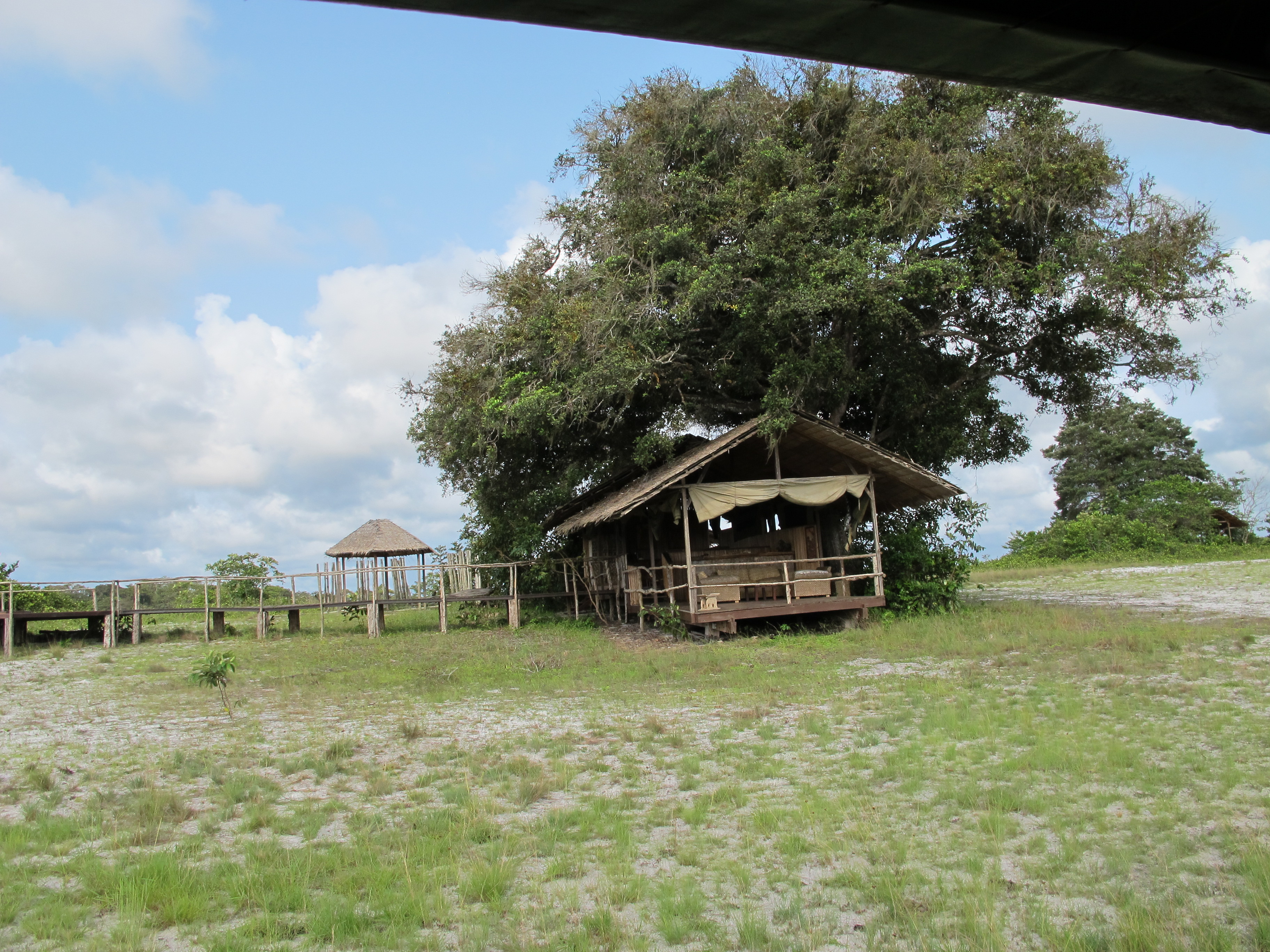
Campingplats i parkens södra del.
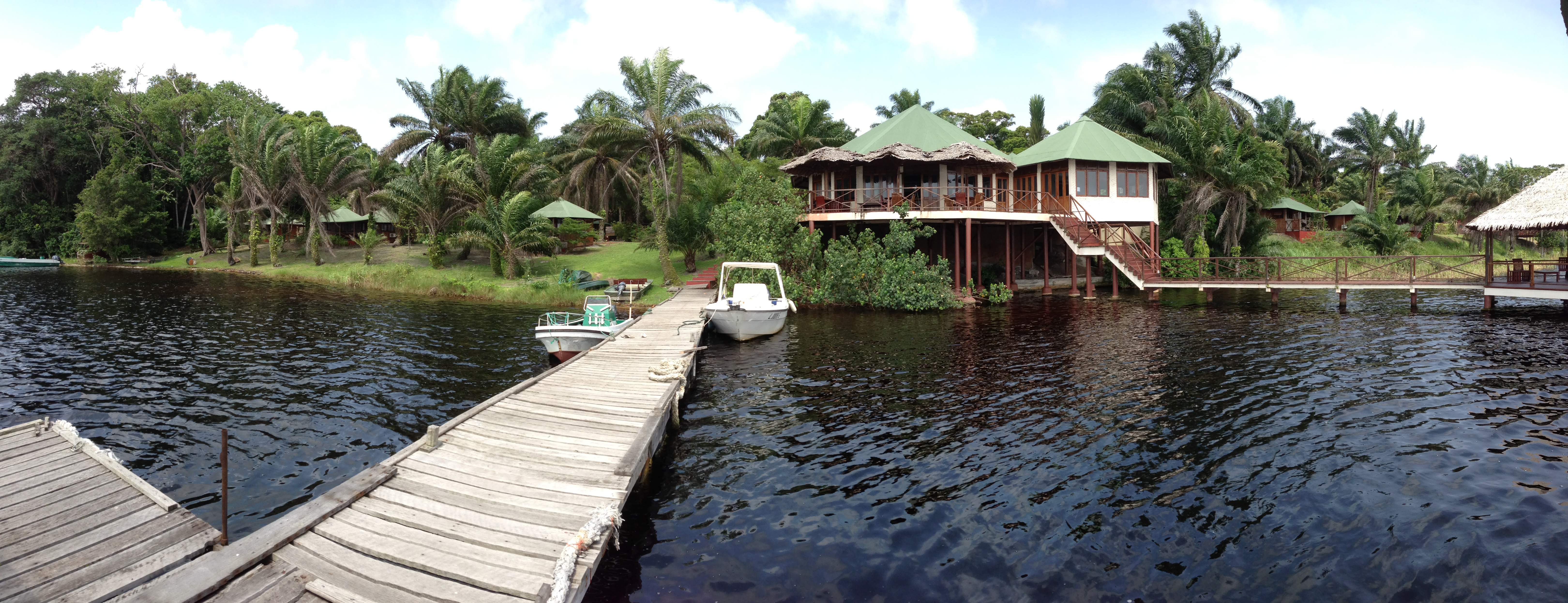
Hus för övernattning.